# 韩国自杀现象
韩国自杀现象是一个严重且普遍的问题。根据经济合作与发展组织2012年的卫生统计数据，韩国的自杀率位居世界第二，僅次於立陶宛，並列居经合组织成员国之首。
与其他发达国家相比，韩国自杀率高的原因之一是老年人的大量自杀。韩国老年人较易自杀是由于他们很多人生活贫困，近一半的老年人口生活在贫困线以下。加上对老人社会安全保障投入的资金不足，导致他们选择自杀，不为家庭造成财政负担。在21世纪，孩子照顾父母的旧社会结构已经基本消失。因此，生活在农村地区的人的自杀率往往更高。
不过，政府的积极行动已在2014年显现成效，当年每10万人中有27.3人自杀，比上一年（28.5人）下降4.1％，为2008年（26.0人）以来最低。

## 统计

自杀是那些十几至三十几岁的人死亡的最大原因

2012年韩国每10万人自杀率，按性别和年龄分布。

韩国老年人的贫困率为经合组织国家最高

### 年龄
韩国自杀率相对较高的原因之一是老年人的自杀率非常高。 贫穷的老年人会选择自杀，从而不成为家庭负担。因为韩国福利系统的资金薄弱，而且孩子照顾父母的旧社会结构在21世纪就基本消失了。因此，生活在农村地区的人的自杀率更高。
中小学生和大学生也有较高的自杀率，尽管他们的年龄非常低，韓國文化中重視學習的觀念，與花費在學習的時間占有極大的比重，與西方自由創意風氣的學校不同，韓國傾向高度競爭的考試學校被視為是自殺率極高的原因之一。

### 性别
男性的平均自杀率是女性的两倍。然而女性的自杀未遂率要高于男性。根据一项研究显示，男性使用更严重与致命的自杀方式，所以男性比女性的自杀成功率更高。风险救援评定量表（RRRS）通过评定五个风险和五个救援因素的比率来衡量自杀方法的致死率，男性平均为37.18，女性平均为34.00。这一研究表明了这样一个事实：女性尝试自杀更多地出于威胁，而男子自杀则有确定的目的。
与其他经济合作与发展组织的国家相比，韩国女性自杀率为第一，每10万名死亡者中有15.0人死于自杀，男性的数据为32.5人，自杀率为第三位。1986年至2005年，女性的自杀率要高于男性。男性增长了244％，而女性增长了282％。

### 社会经济地位
社会经济地位由人口的教育水平，城市化程度和居住权来衡量。社会经济地位低、压力高、睡眠不足、喝酒与吸烟是青少年自杀倾向的原因。经济困难被认为是老年人自杀最常见的原因。由于71.4％的老年人口未受过教育，其中有37.1％生活在农村地区，所以他们更可能面临经济困难，这会导致健康问题和家庭矛盾。这些因素共同导致了自杀想法的产生与实施。

### 地区
江原道是韩国自杀率最高的地区，自杀率达37.84％。忠清南道和全罗北道分别位居第二、第三。蔚山、江原道和仁川的65岁以上老年人的自杀率最高。在40至59岁年龄段中，大邱的自杀率最高。最后，江原、忠清南道和全罗北道是20至39岁年龄段自杀率最高的地区。

## 方式
因为韩国法律严格限制枪支，只有三分之一的韩国女性使用暴力方法自杀。毒物是最常用的方法，一半的韩国女性使用农药自杀。1996至2005年，58.3％的自杀者使用了农药。第二種常見方式是上吊。一项研究表明无计划的自杀者倾向于使用化学药剂或跳楼，这些方式的使用次数是有计划自杀者的三倍。

## 著名案例

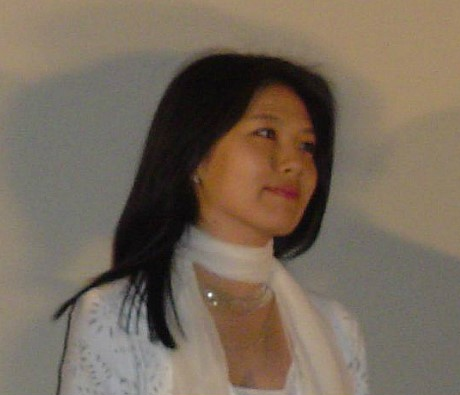
李恩宙自杀时年仅24岁

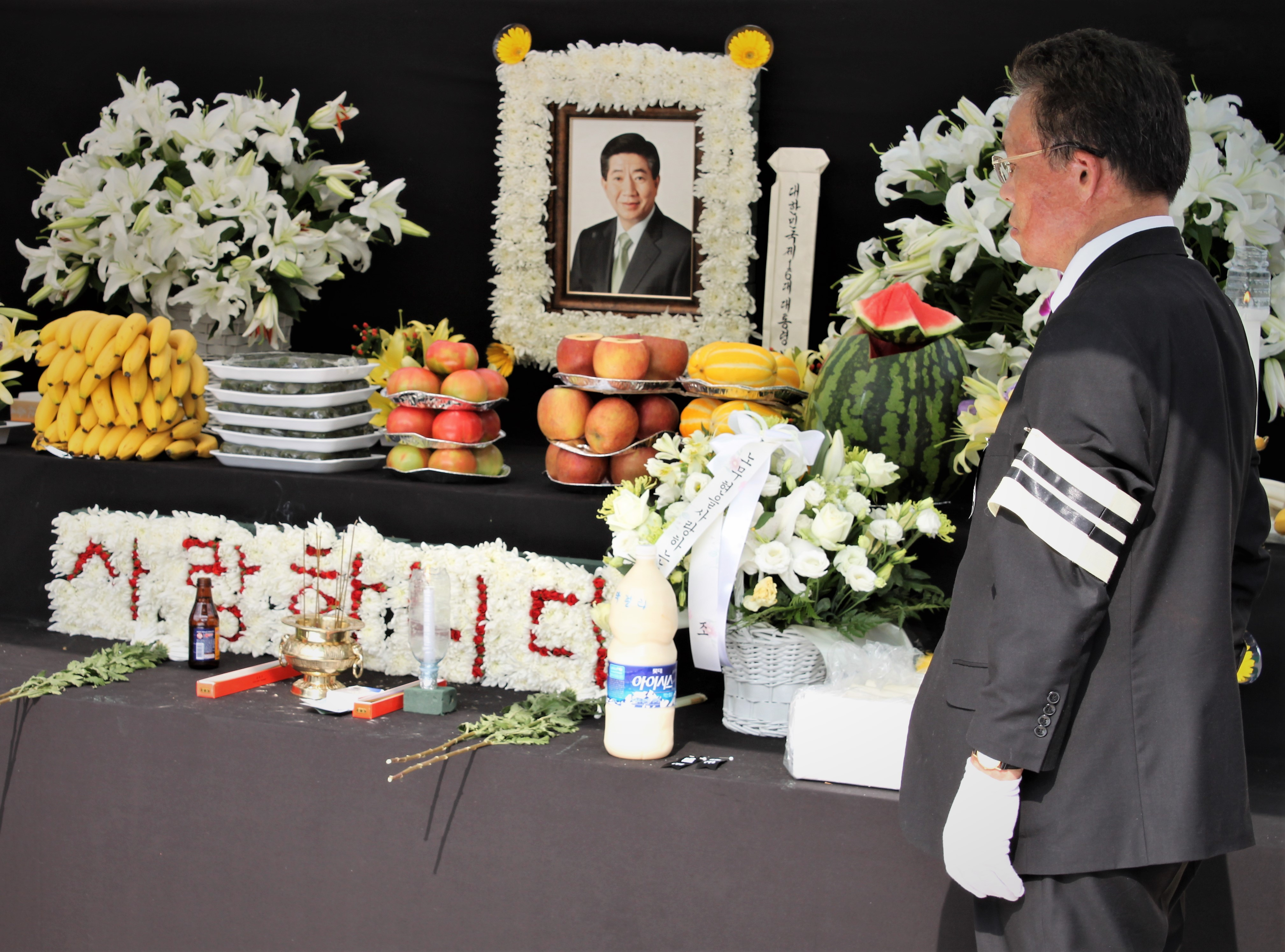
2009年5月23日，韩国前总统卢武铉于自家后45米的悬崖跳下自杀。

2005年，曾出演《太极旗飘扬》与《红字》等的韩国电影明星李恩宙自杀，时年24岁。同年，三星集团总裁李健熙之女李尹馨于美国公寓自杀，时年26岁。2009年5月23日，前总统卢武铉从山崖跳下自杀。超模金多郁于2009年11月19日在巴黎自杀。建筑大亨成完锺在受腐败指控时于2015年4月自杀，并留下了一份遗书，其中列出了他声称曾参与腐败的人。2007年，表演艺术家U;Nee自缢身亡，时年25岁。「国民女演员」崔真实于2008年自杀，其前夫赵成珉也在2013年自杀。
还有一些著名的应对悲剧的自杀案件。2014年4月，在世越号沉没事故两天后，一名获救的高中校长自杀。他是这次旅行的组织者。渡轮公司的总裁后来也被发现疑似自杀。2014年10月，一个演唱会出现意外造成16人死亡，负责此演唱会的一名政府安全官员自杀。2015年，在韩国公务员访问中国发生致命车祸后，一名活动组织者从中国的酒店房间跳楼自杀。
2017年12月18日，韩国音乐组合SHINee主唱金钟铉自杀身亡。金钟铉的姐姐在他位于江南的公寓里发现了昏迷不醒的他，他在被送往医院后搶救不成功而去世，享年27岁。
2018年1月21日，河智苑的弟弟、演员田汰遂因忧郁症接受治疗中，但最后仍然自杀身亡，享年33岁。3月25日，韓國五人男團100%队长徐旻佑被发现突然在家中去世，享年33岁。
2019年10月14日，韩国女子组合f(x)前成員崔真理被经纪人发现在其寓所自杀身亡，享年25岁。11月24日，韩国女子组合KARA成员具荷拉被发现在家離世，享年28岁。12月3日，韩国五人男团Surprise U成员车璌河家中自尽身亡，享年27岁。这是韩国50天内连续三起艺人自杀事件，密度打破以往记录。

## 原因

### 媒体
一项研究显示，在韩国名人死后自杀人数往往会激增。研究发现十一起名人自杀案件中有三起导致人口自杀率上升。该研究控制了季节性和失业率等混杂因素的潜在影响，但名人自杀仍然与自杀率连续九个星期上升有很强的相关性。名人自杀的媒体报道程度影响自杀率的增加程度。研究中，媒体广泛报道的三个名人自杀事件导致了自杀率上升，其他媒体报道不足的名人自杀事件并没有导致自杀率上升。除了增加自杀意愿外，名人自杀事件会让人们使用与名人相同的方法自杀。2005年女演员李恩宙自杀后，很多人也同样使用上吊方式自杀。
一项正在进行的研究也表明，频繁使用互联网可能会导致自杀。调查的1,573名高中生中，1.6％的人网络成瘾，38.0％的人有网络成瘾的风险。与没有网络成瘾的学生相比，网络成瘾学生的自杀倾向更高。

### 家庭
许多人因为朝鲜战争失去父母或成为孤儿。在对12,532名成年人的随机采访中，18.6％的受访者称失去了父亲或母亲，母亲死亡更易造成子女试图自杀。一项研究表明，当男性在0-4岁和5-9岁经历孕产妇死亡时，他们的企图自杀率最高。5-9岁时经历孕产妇死亡的女性的企图自杀率最高。

### 经济
1997年和1998年，亚洲金融危机袭卷韩国。在1998年经济衰退期间与之后，韩国经济急剧衰退至-6.9％，失业率激增至7.0％。研究表明这次经济衰退与自杀率的增加有很强的相关性。经济衰退期间失业率增加和离婚率上升引起人们易患重性抑郁症，这是导致自杀的常见因素。此外，根据涂尔干的理论，经济下滑打乱了个人的社会地位，这意味着个人的需求与期望不会得到满足。因此，一人若无法适应经济衰退造成的社會秩序剥夺時，更易自杀。
Park与Lester分析了截至2003年的自杀率，指出失业是高自杀率的主要因素。在韩国，子女的传统义务是赡养父母。然而，由于“孝道的文化传统不符合当今竞争日趋激烈的专业化劳动力市场”，老人为了减轻自己孩子的负担而选择自杀。

### 教育
每个韩国学生都要参加大学修学能力考試（CSAT）。在这一天，当他们进入学校参加考试时，低年级学生为毕业班学生加油助威。政府还要求此期间禁止飞机飞行，确保学生不会分心。
韩国的教育竞争十分激烈，因此进入一所受人尊敬的大学比较困难。韩国学生的一学年从3月开始至次年2月。一学年分为两个学期：3月至7月，8月至次年2月。韩国高中生每天平均有16小时花在学校及其相关活动上。韩国各地还有超过10万人参加私立学院的课后补习课程，这形成了一个200亿美元的产业。大多数韩国测试成绩也以曲线分级，导致更多的竞争。
虽然韩国教育在PISA等国际学术评估中一直处于最高水平，但许多人认为对学生施加巨大压力构成了虐待儿童。韩国教育因本国10-19岁人的高自杀率而受到指责。

### 精神疾病
精神疾病在韩国是禁忌，即使出现在家庭内也不例外。超过90％的自杀受害者患有某种精神错乱，但其中只有15％的人得到了适当的治疗。韩国每年有200多万人患有抑郁症，但只有1万5千人选择接受定期治疗。因为患有精神疾病会被人看不起，受害者的家人经常让他们忍着或者等到它自己变好。由于对精神疾病的治疗存在如此强烈的负面耻辱，患者忽视了许多症状，而且可能做出许多不合理的决定，包括自杀。

### 公众形象
公众形象在韩国文化中也很重要。个人外表值得自豪，这也是韩国人均整容比率最高的原因。每五个韩国人中就有一个做了整容手术。虽然这与高自杀率没有直接的关系，但对形象的需求在某种意义上对韩国人的自我价值起着重要的作用，特别是如果他们觉得自己不能达到社会标准的时候。

## 应对
韩国实施了“预防自杀战略”（STOPS），该计划“旨在提高公众意识，改进媒体对自杀的报道，筛选易自杀人群，限制获取自杀工具的途径和以及改善对自杀倾向抑郁症患者的治疗。这些方法致力于提高公众意识以及政府对预防自杀的支持。目前，韩国和其他实施这一举措的国家正在评估这些举措对自杀率产生的影响
教育部发布了一个智能手机应用程序，检查学生發在社交媒体的帖子、消息和与自杀相关的网络搜索。由于媒体对自杀报道和描述影响了自杀率，政府“颁布了平面媒体报道自杀的国家指导方针”。
韩国实施的另一种方法是教育看门人。看门人教育主要包括自杀和对待有自杀倾向的人的知识，这种教育为教师、社会工作者、志愿者和青年领袖提供。韩国政府在风险群体中教育看门人，如女性长辈或低收入家庭。为了最大化看门人的效果，政府还实施了评估计划用以报告结果。政府采取物理措施防止自杀，减少“获得致命自我伤害手段的途径”。如上所述，政府减少了获得毒药、木炭中一氧化碳的途径。这有助于减少冲动的自杀行为。